# Bauchklang
Bauchklang ist eine niederösterreichische Beatboxing-Band.
1996 formierte sich das vocal-groove-Project der ursprünglich sechs St. Pöltner infolge einer gemeinsamen Schul-Musical-Produktion von Jesus Christ Superstar des BRG/BORG St. Pölten unter Leitung Erich Schwabs (siehe ehem. Mitglieder). Seit 2006 besteht die Band nach einigen Umbesetzungen aus fünf Mitgliedern. Sie erzeugen ihren Sound (Hip-Hop, Reggae, Trance, Techno, Drum and Bass und Ambient) ohne Instrumente – nur mit der Kraft ihrer Stimme, ihres Bauches und ihres Zwerchfells.

## Geschichte
Innerhalb der ersten fünf Jahre ihres Bestehens entwickelte Bauchklang eine Soundästhetik, die dem herkömmlichen A-cappella-Genre nur schwer zuzuordnen ist. 2001 manifestierte die Band mit der Eigendefinition "Vocal Groove Project" einen neuen, urbanen A-cappella-Stil, der inspiriert von der elektronischen Musik auch im Club-Kontext überzeugen konnte.
Bauchklang veröffentlichte 2001 das Debüt-Album Jamzero. 2002 wurden sie mit zwei Amadeus Awards für das „beste Album“ und als „FM4 Alternative Act“ ausgezeichnet. Nach einer Performance auf dem Festival "Trans Musicales" (2001) in Rennes (Frankreich) wurde Bauchklang auf zahlreiche europäische Festivals eingeladen. 2002 landete das "Vocal Groove Project" erstmals in Kanada, wo sie unter anderem einen Auftritt auf dem renommierten Montreal Jazz Festival hatten.
Im Jahr 2005 wurde ihr zweites Album Many People veröffentlicht, mit dem sie europaweit und in Kanada tourten. 2008 waren Bauchklang erstmals in Mumbai (Indien) live zu hören, wo 2009 aus dem Mitschnitt von drei weiteren Konzerten im Club Bluefrog das Album Live in Mumbai entstand.
Im darauf folgenden Jahr wurde Bauchklangs drittes Studioalbum Signs veröffentlicht, auf dem die Gruppe mit Künstlern, wie zum Beispiel mit der Spoken-Word-Ikone Ursula Rucker oder auch mit dem französischen MC Rouda und mit dem französischen Human Beatboxer TEZ kollaborierte. 2010 erhielt die Band eine Auszeichnung mit zwei weiteren Amadeus Awards in den Kategorien „Best Live Act“ und „Alternative“.
Nach der 2011 im Eigenverlag erschienenen EP Le Mans, bei der Bauchklang mit Minimal Techno überzeugten, gründete die Gruppe im Juli 2012 ihr eigenes Label Bauchklang Records, auf dem sie Ende September desselben Jahres ihre EP Ray veröffentlichte. Immer schon elektronischer Tanzmusik zugeneigt, haben sich Bauchklang mit Ray den Wunsch nach Verschmelzung von Stimm- und Studioeffekten verwirklicht: Der Techno-Pionier Patrick Pulsinger, der auch für Produktionen von Elektro Guzzi, Pamelia Kurstin oder DJ Hell verantwortlich zeichnete, produzierte Ray, den „Vorankünder“ für das im Januar 2013 erscheinende neue Album.
Im Juli 2013 wurde offiziell bestätigt, dass Alexander Böck die Band mit Ende des Jahres verlassen und Bauchklang eine Pause einlegen würde. Das vorläufige Abschiedskonzert fand im Dezember 2013 in St. Pölten statt.
Nach einer zweieinhalbjährigen Pause traten Bauchklang wieder im Juni 2016 auf dem Wiener Donauinselfest auf.

## Auszeichnungen
- 2001: Youngster of Arts Europe
- 2002: Amadeus Award in der Kategorie FM4 Alternative Act des Jahres und Band Rock/Pop national
- 2008: Indiecision Best Gig International 08 (Indien)
- 2010: Amadeus Award in den Kategorien „Best Live Act“ und „Alternative“
- 2011: Niederösterreichischer Kulturpreis (Anerkennungspreis in der Kategorie Musik)

## Diskografie

### Alben
- 2001: Jamzero
- 2005: Many People
- 2009: Live in Mumbai
- 2010: Signs
- 2013: Akusmatik

### EPs
- 1997: Klang Eins (Demo-CD)
- 2001: Don't Ask Me (CD)
- 2005: Don't Step (Digital/CD/Vinyl)
- 2006: Rhythm of Time / Barking News (Digital/Vinyl)
- 2010: Signs (Digital)
- 2011: Le Mans (Digital/Vinyl/CD)
- 2012: Ray (Digital/Vinyl/CD)
- 2012: Ray - Remixed (Digital)
- 2013: Ray - Remixed (Vinyl)

### Videoalben
- 2009: Live in Mumbai (Limited Album/Bonus DVD)

## Musikvideos
- 2005: Rhythm Of Time (Regie: Andi Winter)
- 2006: Barking News (Regie: Timo Novotny)
- 2009: Good You Do / Oizo (Live In Mumbai)
- 2011: Le Mans (Regie: Andi Winter)
- 2012: Berging (Regie: Flo Leitl)
- 2012: Ray (Regie/Produktion: Jörg Stefke, Roland Svoboda)